# Lisa Chappell
Lisa Irene Chappell (Auckland; 18 de octubre de 1968) es una actriz neozelandesa, conocida por su participación en la serie australiana Mcleod's Daughters, donde daba vida a Claire Mcleod desde 2001 hasta 2004.

## Biografía
Lisa Irene Chappell proviene de una familia de artistas, su padre es un pintor, su hermano Loki, escultor, y su hermana Catherine, bailarina. Lisa se convirtió en vegetariana después de unirse al elenco de Mcleod's Daughters y disfruta de montar a caballo, jugar tenis y patinar. Lisa Chappell es donante de sangre.
Conoció a Chris Taylor en 2001, en el cumpleaños número 21 de su compañera en Mcleod's Daughters, la actriz Rachael Carpani, tres meses después en diciembre se casaron, pero se divorciaron en 2005.

## Carrera
Chappell estudió interpretación en el Actors Centre de Sídney. En 1987 obtuvo su primer trabajo significativo en la serie Gloss, donde interpretó a la malcriada Chelsea. En televisión a apareció en varios capítulos de las series Shark in the park en 1989, Hercules y en City life en 1996.

En el cine ha participado en Desperate Remedies en 1993 y Jack Brown Genius en 1994; también ha participado en diversas puestas en teatro como Educating Rita, donde dio vida a Rita y en The Homecoming, ambas en 2007, también participó en Hamlet. En 2008 participó en la puesta en escena Design for Living donde interpretó a Gilda.
Su papel más conocido fue el de Claire Mcleod en la serie Mcleod's Daughters, papel que la convirtió en una de las actrices más populares en la televisión australiana, sin embargo en 2004 Chappell decidió continuar con su carrera musical y dejó la serie; su personaje murió en un accidente de coche.
En agosto de 2016 se anunció que Lisa se había unido al elenco de la película sobrenatural Scarlett donde dará vida a Linda Dee, una ex-convicta que se convierte en limpiadora espiritual.

### Carrera musical
When Then Is Now fue el álbum debut de Lisa, el cual salió el 1 de mayo de 2006; desde entonces ha hecho pequeñas giras en Australia y Nueva Zelanda, para promocionarlo. Lisa ha dicho que varias de sus canciones están inspiradas por el dolor de su divorcio con Chris Taylor.

## Filmografía

### Series de televisión
| Año         | Título                              | Personaje           | Notas                                             |
| ----------- | ----------------------------------- | ------------------- | ------------------------------------------------- |
| 2025        | Zombies 4: Dawn of the Vampires     | Eldress             | Película de televisión                            |
| 2024        | Camp Be Better                      | Sloan               | Papel de invitada: Temporada 1, episodio 2        |
| 2024        | My Life Is Murder                   | Christine           | Papel de invitada: Temporada 4, episodio 2        |
| 2023        | Blind Bitter Happiness              | Helen               | Serie de televisión                               |
| 2022        | The Brokenwood Mysteries            | Polly McAlpine      | Papel de invitada: Temporada 8, episodio 5        |
| 2020–22     | Shortland Street                    | Michelle Beaufort   | Papel principal: Temporadas 29–31 — 194 episodios |
| 2018        | Tongue Tied                         | Annie               | Papel principal: Temporada 1 — 7 episodios        |
| 2018        | James Patterson's Murder is Forever | Dra. Claire Hunter  | Papel de invitada: Temporada 1, episodio 4        |
| 2016        | Roman Empire                        | Faustina            | Papel de invitada: Temporada 1, episodio 1        |
| 2016        | Friday Night Bites                  | Mamá                | Papel de invitada: Temporada 1, episodio 7        |
| 2016        | Jean                                | Sra. Shepherd       | Película de televisión                            |
| 2014        | Auckland Daze                       | Lisa                | episodio # 2.4                                    |
| 2013        | Agent Anna                          | Marina              | episodio "Happiness"                              |
| 2010        | Cops: L.A.C.                        | Justine Taylor      | episodio "The Killer Wore Sneakers"               |
| 2010        | Rescue Special Ops                  | Vivian Walker       | episodio "Out Of The Ashes"                       |
| 2009        | The Cult                            | Sophie              | 13 episodios                                      |
| 2004        | Stingers                            | Megan Walsh         | 8 episodios                                       |
| 2001 - 2004 | Mcleod's Daughters                  | Claire McLeod       | 74 episodios                                      |
| 1995 - 1999 | Hercules: The Legendary Journeys    | Dirce/Melissa Blake | 7 episodios                                       |
| 1996 - 1998 | City Life                           | Bronwyn Kellett     | 26 episodios                                      |
| 1996        | Letter to Blanchy                   | Monica              | episodio "Love Makes the World Go Wrong"          |
| 1995        | Mysterious Island                   | Jane Morecombe      | episodio "Last Rides of Spring"                   |
| 1989        | Shark in the Park                   | Oficial Tanya       | tv serie                                          |
| 1987        | Gloss                               | Chelsea Redfern     | tv serie                                          |

### Películas
| Año  | Título                                              | Personaje       | Notas                                                                             |
| ---- | --------------------------------------------------- | --------------- | --------------------------------------------------------------------------------- |
| 2016 | Scarlett                                            | Linda Dee       | junto a Kendal Rae, Jake Ryan, Helmut Bakaitis y Goran D. Kleut                   |
| 2011 | Emilie Richards - Der Zauber von Neuseeland         | Emilie Richards | junto a Siobhan Marshall                                                          |
| 2011 | Siege                                               | Robin Diver     | -                                                                                 |
| 2010 | Be Careful...                                       | Fi              | corto - junto a Craig Hall & Lynette Forday                                       |
| 2009 | Coffin Rock                                         | Jessie Willis   | junto a Robert Taylor, Geoff Morrell, Sam Parsonson & Terry Camilleri             |
| 2007 | Crossbow                                            | Mamá            | corto                                                                             |
| 2006 | Small Claims: The Reunion                           | Louise Page     | junto a Rebecca Gibney, Claudia Karvan & Brett Hicks-Maitland                     |
| 1996 | Jack Brown Genius                                   | Sylvia          | junto a Nicola Murphy, Marton Csokas, Stuart Devenie, Edward Campbell & Tim Balme |
| 1994 | Hercules in the Underworld                          | Hija            | junto a Kevin Sorbo                                                               |
| 1994 | Hercules: The Legendary Journeys-The Circle of Fire | Hija            | junto a Kevin Sorbo                                                               |
| 1994 | Jack Brown Genius                                   | Sylvia          | junto a Marton Csokas                                                             |
| 1993 | Desperate Remedies                                  | Anne Cooper     | junto a Cliff Curtis                                                              |

### Escritora
| Año  | Título | Notas            |
| ---- | ------ | ---------------- |
| 2014 | Fred   | obra - escritora |

### Teatro
| Año  | Obra                           | Personaje           | Director (a)          | Teatro               | Notas                                                               |
| ---- | ------------------------------ | ------------------- | --------------------- | -------------------- | ------------------------------------------------------------------- |
| 2015 | The Credeaux Canvas            | -                   | Dan Eady              | Seymour Centre       | junto a James Wright, Felix Johnson & Emilie Cocquerel              |
| 2014 | Bad Day Insurance              | Esther              | -                     | Old 505 Theatre      | junto a Sarah Hytner                                                |
| 2014 | Fred                           | Fred                | -                     | The Basement Theatre | -                                                                   |
| 2014 | Fallen Angels                  | Julia               | Raymond Hawthorne     | Q Theatre            | junto a Claire Dougan, Stephen Lovatt & Stelios Yiakmis             |
| 2013 | Bad Jelly The Witch            | Bad Jelly           | Simon Coleman         | Auckland Theatre     | -                                                                   |
| 2012 | The Motor Camp                 | Jude                | Roy Ward              | Auckland Theatre     | junto a Greg Johnson, Stephen Lovatt & Nicola Kawana                |
| 2012 | Much Ado About Nothin          | Beatrice            | -                     | Courd Theatre        | -                                                                   |
| 2011 | Mike & Virginia                | Virginia            | -                     | -                    | -                                                                   |
| 2011 | The Wizard Of Oz               | Tía Em /Glinda Good | Jesse Peacr           | Peach Theatre        | -                                                                   |
| 2010 | The Importance of Being Earnes | Gwendolen Fairfax   | Colin McCol           | Auckland Theatre     | -                                                                   |
| 2010 | The Vagina Monologue           | Lisa                | Craig Hall & Sam Shor | Basement Theatre     | -                                                                   |
| 2009 | The Thirty-Nine Steps          | Varios              | Ross Gumbley          | Maidment Theatre     | junto a Cameron Rhodes, Mike Edward & Stephen Papps                 |
| 2008 | Design for Living              | Gilda               | Roy Ward              | Maidment Theatre     | junto a Curtis Vowell & Richard Edge                                |
| 2007 | Educating Rita                 | Rita                | Jennifer Hagan        | QUT Gardens Theatre  | junto a David Downer                                                |
| 2007 | The Homecoming                 | Ruth                | Paul Gittins          | Herald Theatre       | junto a Eddie Campbell, David Aston, Ross Duncan & Sam Walsh        |
| 2005 | A. R. Gurney's Love Letters    | Melissa Gardner     | Paul Gittins          | Parade Theatre       | junto a Myles Pollard                                               |
| 2005 | Love Letters                   | -                   | John Clark            | Parade Theatre       | junto a Steve Bisley, Bridie Carter, Justine Clarke & Myles Pollard |
| 2000 | Hamlet                         | Hamlet              | Dean Carey            | -                    | -                                                                   |
| 1997 | All My Sons                    | Ann Deaver          | David Berthold        | Maidment Theatre     | junto a Stuart Devenie, Jodie Dorday & Calum Gittins                |
| 1997 | The Herbal Bed                 | Suzannah Hall       | Elrick Hooper         | Court Theatre        | -                                                                   |
| 1995 | The Lover                      | Esposa              | David Coddington      | Pumphouse Theatre    | -                                                                   |
| 1994 | Girl Talk                      | Mujer               | Lisa Chappell         | Rose Theatre         | -                                                                   |
| 1993 | Up the Garden Path             | Mujer               | Lisa Chappell         | Rose Theatre         | -                                                                   |
| 1992 | Chicago                        | Velma               | Robert Price          | Auckland Operatic    | -                                                                   |
| 1991 | The Merchant of Venice         | Portia              | Paul Wright           | Pumphouse Theatre    | junto a Alan Brash                                                  |

## Premios y nominaciones
| Año  | Categoría                      | Premio                      | Serie              | Resultado |
| ---- | ------------------------------ | --------------------------- | ------------------ | --------- |
| 2010 | Best Supporting Actress        | Quantas Film and Television | The Cult           | Ganadora  |
| 2004 | Most Popular Actress           | Silver Logie                | Mcleod's Daughters | Ganadora  |
| 2004 | Most Notanly Actress           | Gold Logie                  | Mcleod's Daughters | Nominada  |
| 2003 | Most Notably Actress           | Gold Logie                  | Mcleod's Daughters | Nominada  |
| 2003 | Most Popular Actress           | Silver Logie                | Mcleod's Daughters | Nominada  |
| 2002 | Most Popular New Female Talent | Logie                       | Mcleod's Daughters | Ganadora  |